# アブサマト・マサリエフ
アブサマト・マサリエフ（1933年4月10日 - 2004年8月1日）は、キルギスタンの政治家。

## 来歴・人物
オシュ州フルンゼ地区アルイシュ村出身。キズル・キヤ鉱山専門学校（1953年）、モスクワ鉱山大学（1956年）、アルマ・アタ高等党学校（1964年）卒業。鉱山技師。
ソ連共産党員（1986年 - 1991年）、ソ連共産党中央委員会政治局員（1990年 - 1991年）。ソ連最高会議代議員（第10期と第11期）。ソ連人民代議員（1989年 - 1991年）。第12期キルギスタン最高会議代議員（1990年 - 1991年）。
- 1956年-1958年 - 「キズル・キヤウーゴリ」鉱山管理所区域長補佐、鉱山副主任技師
- 1958年-1961年 - 「キルギスウーゴリ」の主任技師補佐
- 1961年-1962年 - キルギス共産党オシュ州委員会教官
- 1962年-1964年 - アルマ・アタ高等党学校聴講生
- 1964年-1965年 - キルギス・ソビエト社会主義共和国党・国家監督委員会監察官、オシュ州党・国家監督委員会副議長
- 1965年-1966年 - キルギス人民会議オシュ州副議長
- 1966年-1968年 - キルギス共産党オシュ州委員会課主任
- 1968年-1969年 - キルギス共産党中央委員会産業輸送課副主任
- 1969年-1971年 - キルギス共産党タシュ・クムイル市地区委員会第一書記
- 1971年-1972年 - キルギス共産党中央委員会産業輸送課主任
- 1972年-1974年 - フルンゼ市執行委員会議長
- 1974年-1979年 - キルギス共産党中央委員会書記
- 1979年-1985年 - キルギス共産党イシクコル州委員会第一書記
- 1985年 - ソ連共産党監察官
- 1985年11月-1991年4月 - キルギス共産党中央委員会第一書記
- 1990年4月-12月 - キルギスタン最高会議議長

1990年10月25日、大統領選挙に敗北。1991年4月から8月、ソ連共産党イデオロギー課顧問。1992年9月から、キルギスタン共産党党首。
1993年1月から1996年6月まで、キルギス共和国政府附属産業労働安全実施・鉱山監督国家委員会議長。1994年から、I.ラズザコフ財団総裁。
1995年4月から、キルギス共和国ジョゴルク・ケネシュ (キルギス議会) 代議員、国家制度・適法性・憲法立法問題委員会委員長。1995年12月24日、大統領選挙において、アスカル・アカエフに敗北（24.4％を得票）。
2000年4月、議会代議員に再選されたが、議会議長選に敗北。2000年から2001年、議会で「エルコムソツ」会派を率いた。
2001年10月、キルギスタン共産党幹部会において、副議長兼書記に選出。

## パーソナル
十月革命勲章、労働赤旗勲章（2度）等を受賞。
妻帯、2男2女、6人の孫を有する。長男のイスハークは、議会代議員で、2004年12月からキルギスタン共産党中央執行委員会第一副議長。
著書に、「人生のページと貧しい我が祖国」（1993年）がある。